# Charles Callahan Perkins
Pour les articles homonymes, voir Perkins.
Charles Callahan Perkins, né le 1er mars 1823 à Boston (Massachusetts) et mort le 25 août 1886 à Windsor (Vermont), est un historien de l'art et graveur américain.

## Biographie
Charles Callahan Perkins, né le 1er mars 1823 à Pearl Street à Boston, est le fils de James et Eliza Greene (Callahan) Perkins. Son père est un riche marchand.
Diplômé d'Harvard en 1843, Charles étudie ensuite l'art à Rome et à Paris où Félix Bracquemond et Maxime Lalanne le conseillent en gravure. Il a réalisé de nombreuses planches pour illustrer ses propres ouvrages.
Il vient dans sa jeunesse habiter en Europe, et c'est au cours de ses nombreux voyages en Italie qu'il recueille les matériaux de ses premiers travaux sur la sculpture italienne. Son Histoire de la sculpture toscane (Londres, 1864) est suivi de ses Italian sculptors (Londres, 1868), tous deux accueillis avec faveur. De retour dans sa ville natale, il est nommé directeur du musée de Boston. Son histoire de la sculpture italienne, dont la dernière édition parait en 1883 sous le titre Historical Handbook of Italian sculpture, est traduite en français. Il publie, en 1883, Michel-Ange et Raphaël et, en 1885, Ghiberti et son école.
Charles Callahan Perkins meurt le 25 août 1886 à Windsor dans le Vermont.

## Publications
- Tuscan sculptors: their lives, works and times (Londres, 1864)[a], traduit Histoire de la sculpture toscane
- Italian sculptors (Londres, 1868)[b]
- Historical Handbook of Italian sculpture (New York, 1883)[c]
- Michel-Ange et Raphaël (Londres, 1883)
- Ghiberti et son école (Londres, 1885)[d]
- Cyclopedia of Painters and Paintings (1885)[e]

Charles Callahan Perkins a aussi édité de nombreuses compositions musicales.